# Blechschere

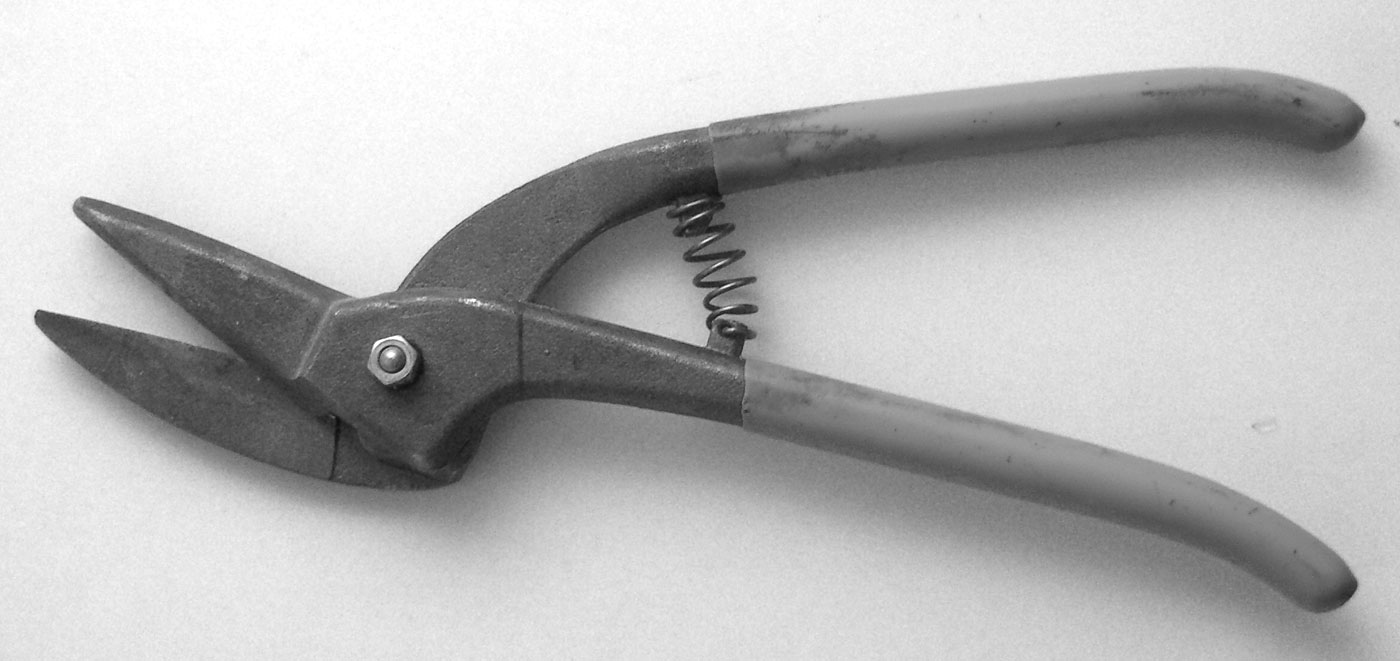
Hand-Blechschere

Eine Blechschere ist ein Werkzeug für das spanlose Schneiden von Blechen aus Stahl und Buntmetallen. Eine Blechschere wird zum Zerteilen (Schneiden) durch Scherschneiden (Scheren) verwendet. Beides sind spanlose Trennverfahren, bei denen sich zwei Schneiden gegeneinander bewegen und sich in den Werkstoff einkerben. Die Achse, die die Scherenblätter führt, wird selber stark auf Scherung beansprucht.
Vorteile der Verwendung der Blechschere gegenüber dem Sägen des Werkstücks:
- einfache Handhabung ohne Rattern, Vibrieren und Schlagen des flächigen Werkstücks, das Werkstück braucht nicht eingespannt und niedergehalten werden
- ein gratfreier Schnitt mit geraden Schnittkanten, die weniger Nacharbeit erfordern als die unregelmäßig gezackten Kanten eines Sägeschnitts;
- oft schnellerer Arbeitsfortschritt
- beim Schneiden mit einer Blechschere entstehen im Vergleich zum Sägen weniger Späne, die gesammelt und entsorgt werden müssen

Nachteile:
- da die Kanten beim Schneiden nach unten bzw. nach oben gebogen werden, müssen diese anschließend häufig gerichtet (geglättet) werden

## Varianten

### Schlagschere
Die Schlagschere ist ein stationäres Werkzeug, das längere, geradere und schnellere Schnitte ausführt als eine handgeführte Blechschere. Es ist allerdings nicht für Kurvenschnitte geeignet.
Eine Schlagschere kann manuell, elektrisch, hydraulisch oder pneumatisch betrieben werden.

### Nibbler
Der Nibbler bzw. Blechknabber ist eine Art Blechschere mit einer kurzen Zunge, die zwei unmittelbar nebeneinanderliegende Schnitte ausführt. Durch den parallelen Schnitt und die kurze Schnittbewegung verbiegen die Werkstückkanten weniger als beim Schnitt mit der einfachen Schere.

### Handgehaltene Blechscheren
- Normalblechscheren
- hebelübersetzte Scheren
- Figurenscheren oder Kurvenscheren mit schmalen Scherenblättern, die weniger Führung geben; die Position der Scherenbacken entscheidet darüber, ob rechte oder linke Radien geschnitten werden können

Bei Handblechscheren in Normalausführung ergibt sich die Schneidkraft aus dem Hebelverhältnis Schneidenlänge zu Grifflänge. Bei Handblechscheren mit Hebelübersetzung reduziert die zusätzliche Hebelübersetzung den Kraftaufwand um wenigstens etwa 25 %.
Für die vielfältigen Anwendungsaufgaben in der Praxis wurden unterschiedlichste, spezialisierte Scherenarten entwickelt. Neben Durchlaufscheren mit langen Schneiden für gerade Schnitte gibt es Figurenscheren und Idealscheren. Je nach Kurvenrichtung werden auch rechte und linke Scheren unterschieden.
Liegt das Blech nicht flach auf der Schneidbacke auf, verzieht es sich das stärker. Erhöhter Kraftaufwand und geringere Standzeiten sind die Folgen. Je weiter das Werkstück zum Schneiden in das Maul der Schere geschoben wird, desto weniger Kraftaufwand ist für den Schnitt erforderlich. Durch Gegendruck auf das Material kann es am Herausrutschen gehindert werden. Wenn die Schere beim Schneiden nicht ganz geschlossen wird, verbiegen die Kanten weniger stark.
Hochwertige Blechscheren zeichnen sich aus durch:
- gehärtete Schmiedeteile ohne Grat im Scherenkopf- und Griffbereich
- sauber geschliffene Schneiden
- stabile Scherenkopfverschraubung und Griffe
- leichtgängiges Schneiden
- gratfreie Schnitte

Handblechscheren werden häufig von Bauschlossern, Klempnern, Trockenbauer, Dachdeckern und Karosseriebauern eingesetzt.

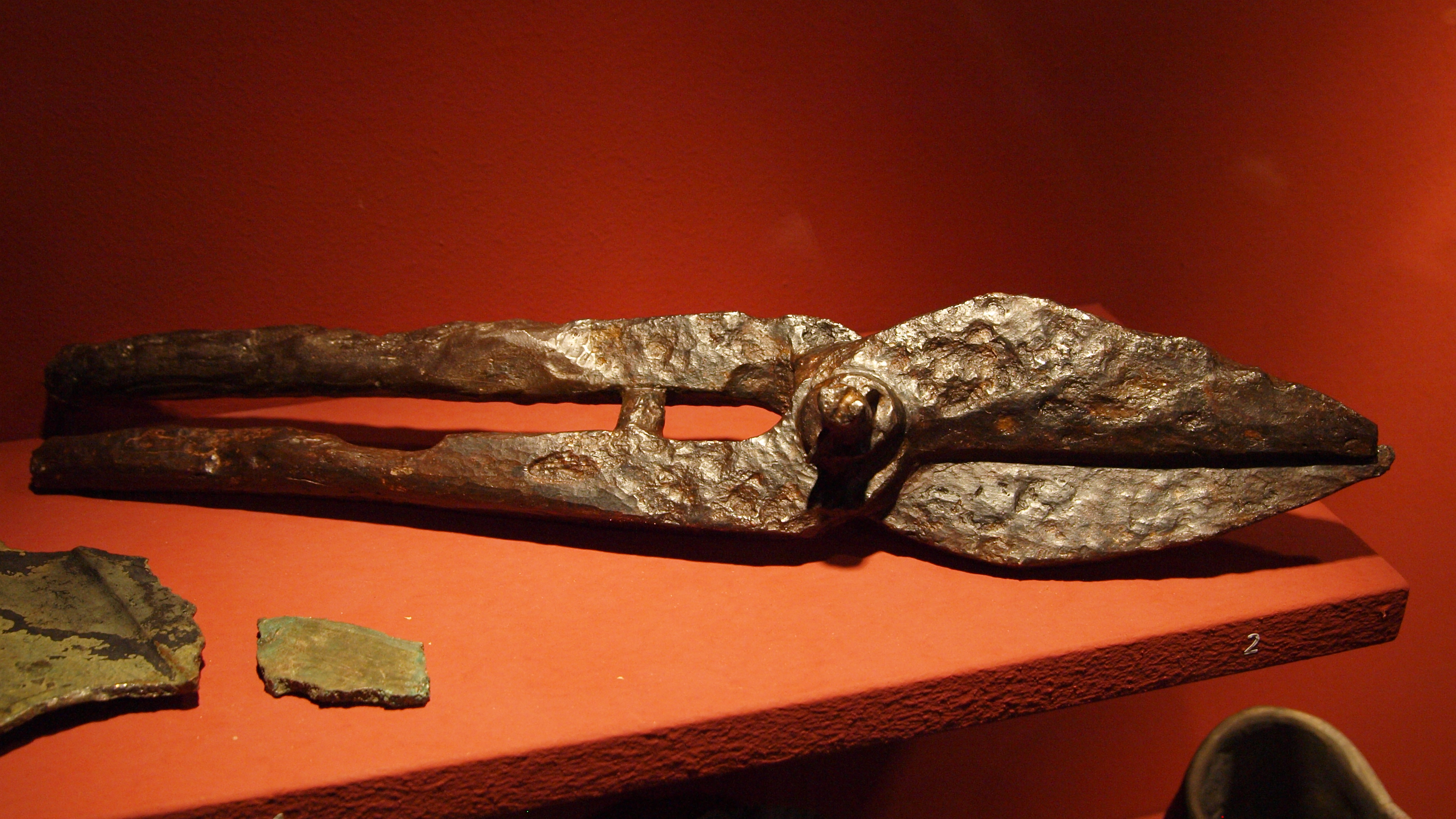
Antike Römische Blechschere, etwa 1. bis 4. Jahrhundert
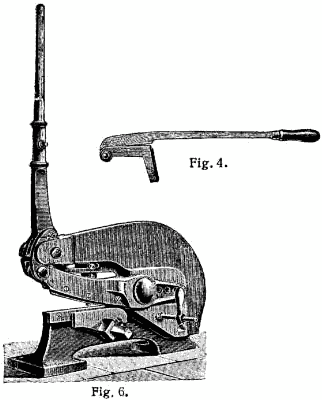
Handhebel-Blechschere, um 1900
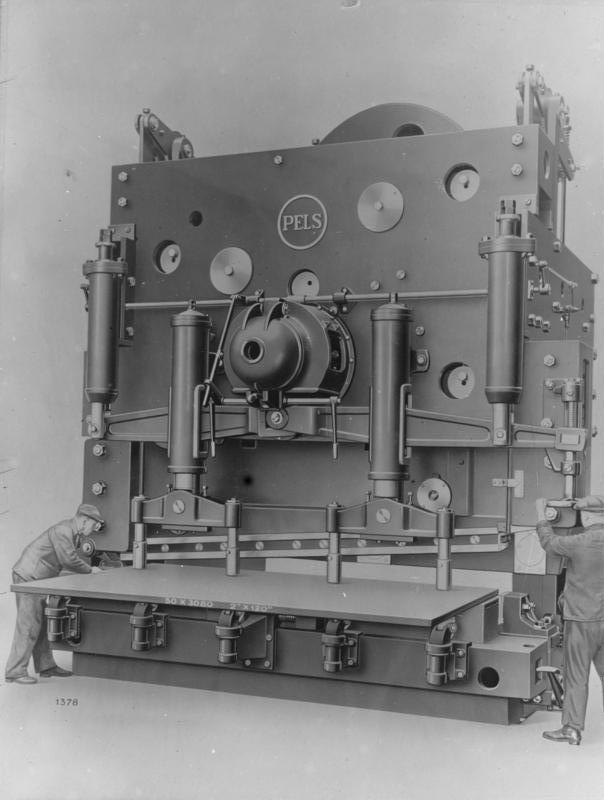
Tafelschere, 1930
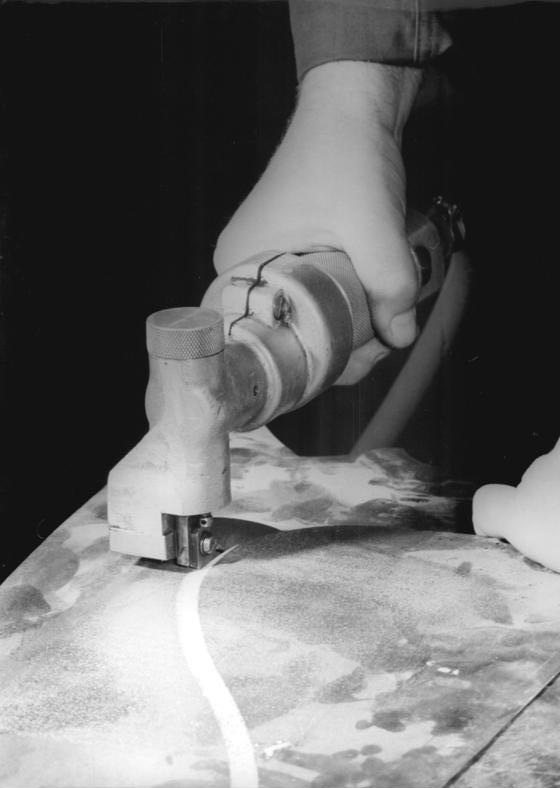
Pressluft-Nibbler, um 1950
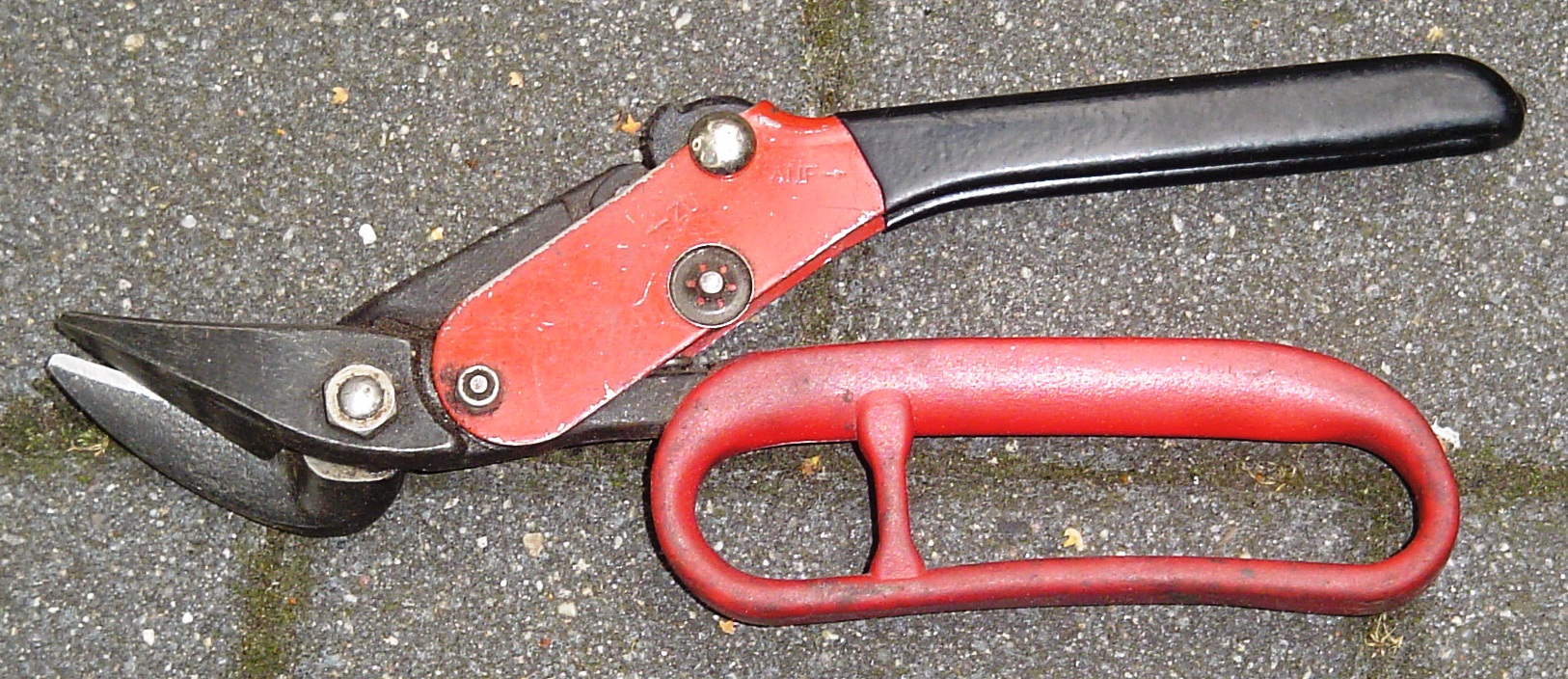
Blechschere mit Übersetzung
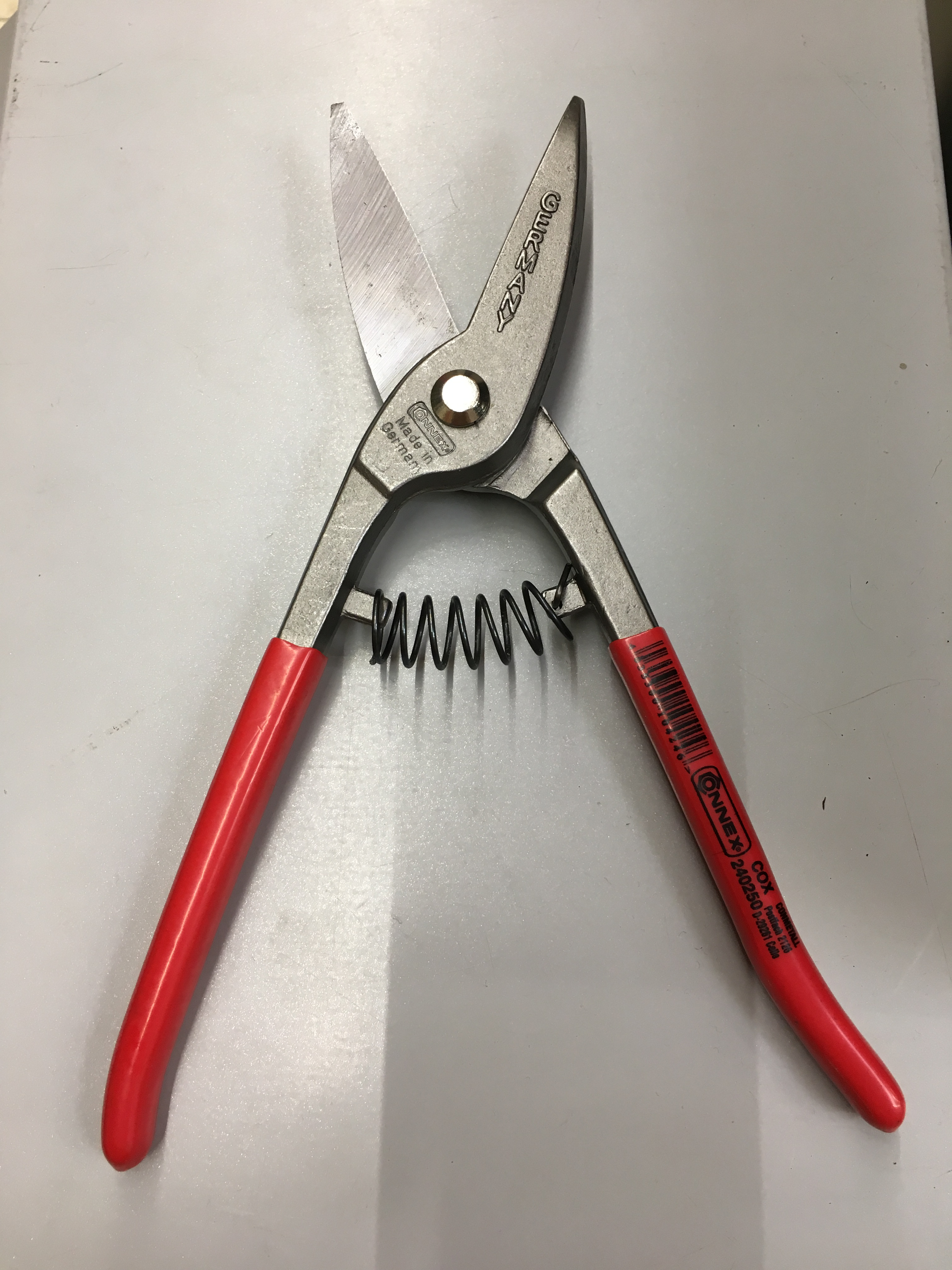
Berliner Blechschere, bedingt für Kurvenschnitte geeignet